# Suicide Vampire
Suicide Vampire je četvrti album talijanske black metal grupe Theatres Des Vampires.

## Popis skladbi
1. Theatre Of Horrors - 04:06
2. Lilith Mater Inferorum - 03:45
3. La Danse Macabre Du Vampire - 03:39
4. Queen Of The Damned - 04:19
5. Bloodlust - 04:32
6. TenebraDentro - 04:29
7. Suicide Vampire - 05:48
8. Il Vampiro - 04:25
9. Der Makabere Tanz Des Vampires (German Version) - 03:42
10. Enthrone The Dark Angel (Version 2002) - 03:17